# Juankoski (quartier)
Juankoski est un quartier de Kuopio en Finlande,.

## Description
Juankoski est le 70ème quartier de Kuopio, formé après la fusion en 2017 de l'ancien village de Juankoski avec la ville de Kuopio.
Le quartier de Juankoski comprend, entre autres, la crèche Juankoski, l’école primaire, l’école secondaire, le lycée de Juankoski, la bibliothèque, la gare routière, le centre médical, l’église de Juankoski, le musée de l’usine et la centrale électrique de Juankoski.

## Lieux et monuments

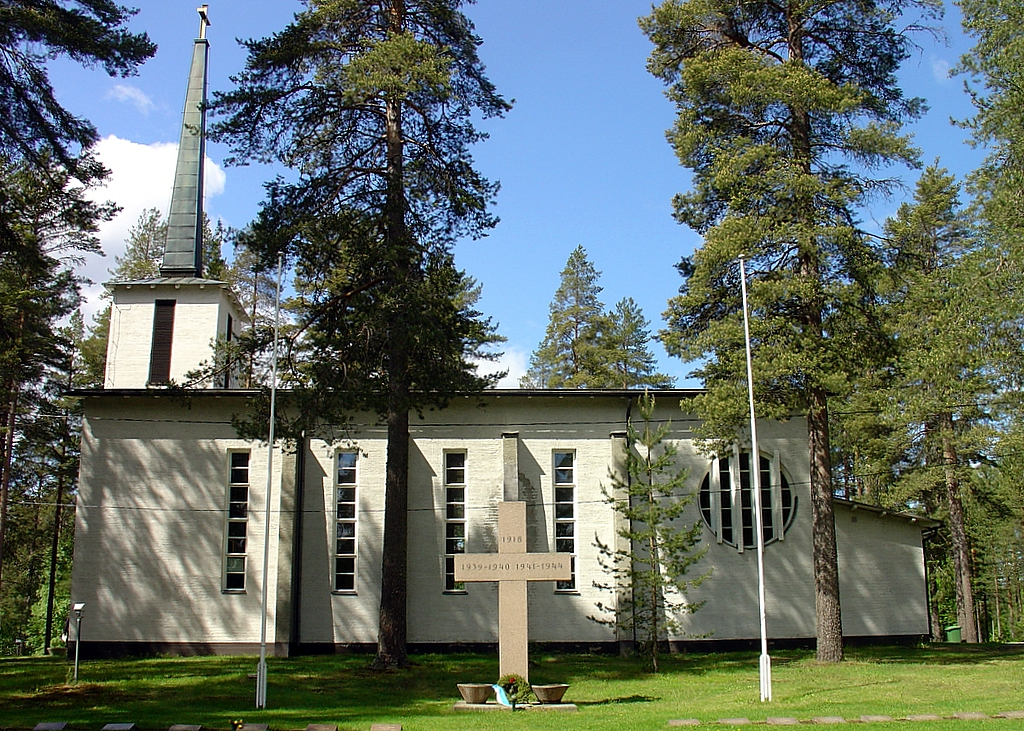
Église de Säyneinen.
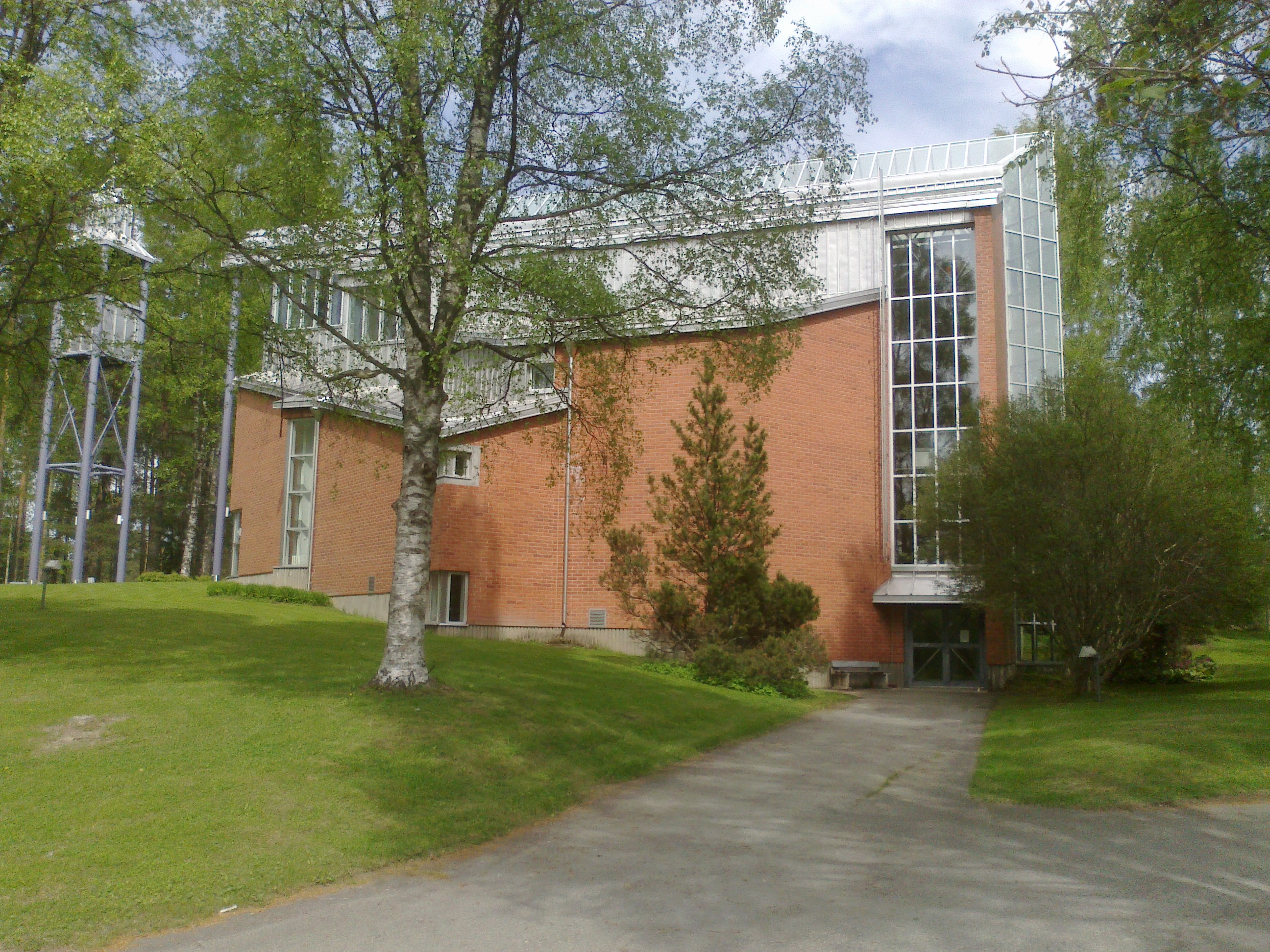
Église de la Résurrection à Juankoski.
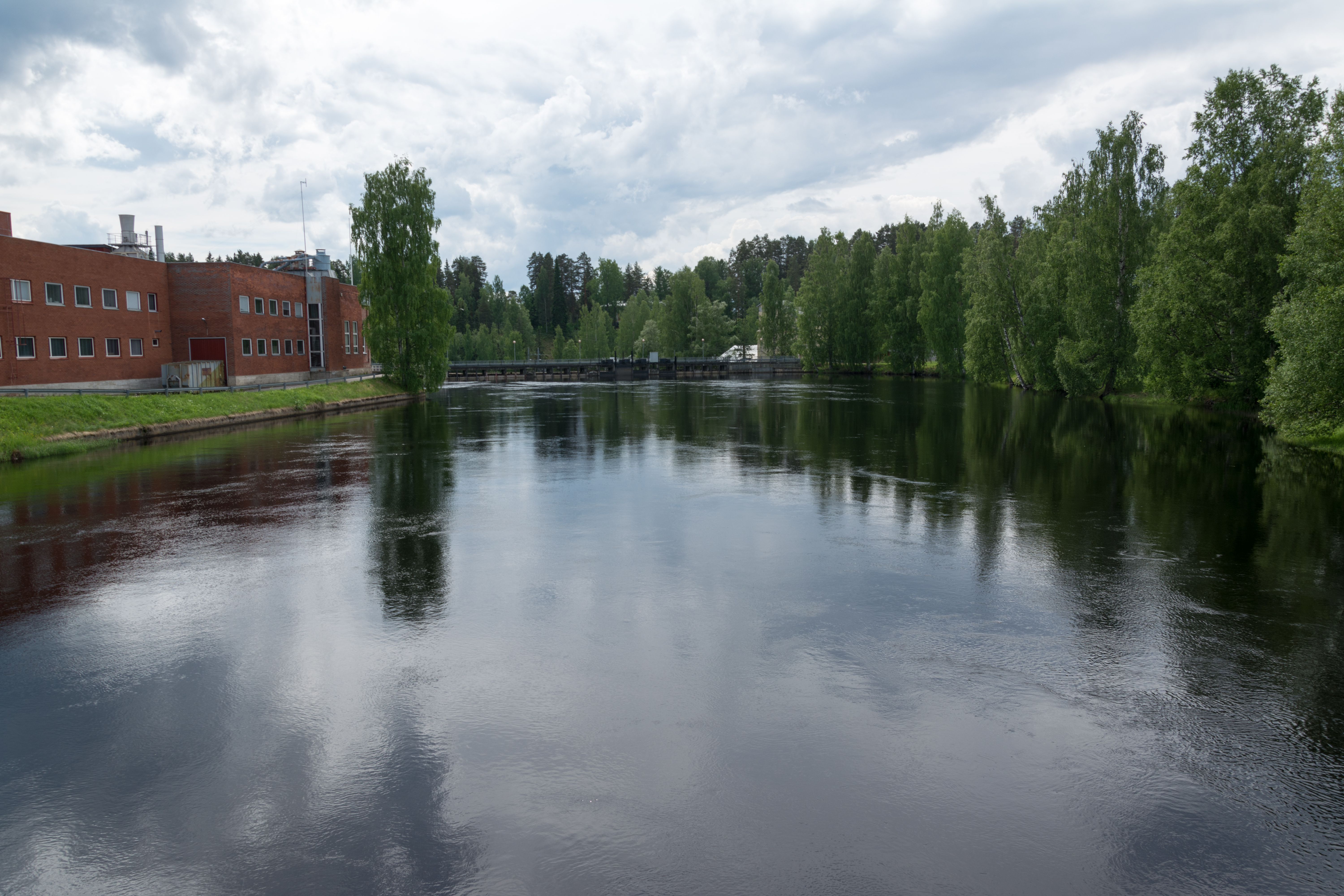
Centrale hydroélectrique de Juankoski.